# Tjebbe Walburg
Tjebbe Walburg (Sint Annaparochie, 13 juni 1913 – Zwolle, 14 februari 1973) was een Nederlands verzetsstrijder, officier en politicus namens de Anti-Revolutionaire Partij (ARP).
Walburg was eerst werkzaam als landbouwknecht. Later diende hij als militair in Indonesië en in Nederland. Hij was sinds 1963 Tweede Kamerlid voor de ARP en sinds 1966 raadslid in de gemeente Het Bildt. Hij was specialist op het gebied van defensie, visserij en binnenvaart. Hij ontving meer dan één oorlogs- en verzetsonderscheiding.

## Biografie
Walburg werd in 1963 lid van de Tweede Kamer en stond bekend als een zeer actief volksvertegenwoordiger. Zo hield hij geregeld spreekuren met kiezers en was hij actief als spreker op afdelingsvergaderingen. Ondanks dat hij als Tweede Kamerlid geen vijanden had, stond hij bekend als 'socialistenvreter'.
Walburg overleed begin 1973 in de trein van Amersfoort naar Zwolle. Zijn overlijden heeft misschien een grote invloed gehad op de vorming van het kabinet-Den Uyl. Walburg was namelijk fel tegen samenwerking met de progressieve partijen en zeer vermoedelijk zou hij bij de finale stemming in de AR-fractie over het al dan niet gedogen van dit kabinet tegen hebben gestemd. Nu was de uitslag acht voor, zes tegen, waarbij zijn opvolger als Kamerlid, Jan Nico Scholten, tot de voorstemmers behoorde.